# Mine Tugay
Mine Tugay (Konya, 28 de julio de 1978) es una actriz turca conocida por su papel en la serie Medcezir como Ender.

## Biografía
Se graduó de la Universidad Bahcesehir. A ello siguió una maestría en 2006.

## Filmografía

### Televisión
| Año       | Título                          | Personaje     |
| --------- | ------------------------------- | ------------- |
| 1998      | Karambol Kamil                  |               |
| 2002      | Gülbeyaz                        | Başak         |
| 2004      | Adı Aşk Olsun                   | Eda           |
| 2004      | Aliye                           | Defne         |
| 2005      | Aşk Her Yaşta                   | Elvan         |
| 2006      | Gülpare                         | Gülbahar      |
| 2007      | Benden Baba Olmaz               | Sevil         |
| 2008      | Sınıf                           | Özlem         |
| 2009      | Aynadaki Düşman                 | Nisan Yağmur  |
| 2009-2010 | Kapalı Çarşı                    | Feride / Elif |
| 2011-2012 | Behzat Ç. Bir Ankara Polisiyesi | Suna          |
| 2011      | 5'er Beşer                      | Bengisu       |
| 2012      | Yalan Dünya                     | Aysu          |
| 2012-2013 | Öyle Bir Geçer Zaman ki         | Bahar         |
| 2013-2014 | Medcezir                        | Ender Serez   |
| 2014      | Kalp Hırsızı                    | Defne         |
| 2015      | Çilek Kokusu                    | Elçin         |
| 2016-2017 | Paramparça                      | Asuman        |
| 2019      | Zalim İstanbul                  | Şeniz Karaçay |
| 2021      | Hükümsüz                        | Güler Kırel   |
| 2022      | Gülümse Kaderine                | Neval         |

### Cine y Películas para la Televisión
| Cine y Películas para la TELEVISIÓN | Cine y Películas para la TELEVISIÓN | Cine y Películas para la TELEVISIÓN |
| ----------------------------------- | ----------------------------------- | ----------------------------------- |
| Año                                 | Producción                          | Papel                               |
| 2004                                | Gönül Yarası                        | Pazarlık Yapan Kadın                |
| 2005                                | Hacivat Karagöz Neden Öldürüldü?    | Bacı Aslı                           |
| 2009                                | Kaptan Feza                         | Elif                                |
| 2010                                | Sessiz Çocuklar                     | -                                   |
| 2010                                | Herkes mi aldatır?                  | Nil                                 |
| 2014                                | 9on                                 | Nermin                              |

### Cortometrajes
| Cortometrajes | Cortometrajes       | Cortometrajes |
| ------------- | ------------------- | ------------- |
| Año           | Producción          | Papel         |
| 2007          | Yoldaki Kedi        | -             |
| 2007          | Felix Und Escorpión | Müşteri       |
| 2010          | 10, 9, 8, 7..       | -             |

### Teatro
| Tiyatro   | Tiyatro             | Tiyatro                   |
| Año       | Producción          | Papel                     |
| --------- | ------------------- | ------------------------- |
| 2002-2003 | On İkinci Gece      | Semaver Kumpanya          |
| 2002-2003 | Kuşlar Meclisi      | Semaver Kumpanya          |
| 2003-2004 | Mem ile Zin         | Semaver Kumpanya          |
| 2004-2005 | Çok Uzak            | Tiyatro Dot               |
| 2007      | Yalancı Tanık       | Nazım Hikmet              |
| 2007-2008 | Karatavuk           | Tiyatro Dot               |
| 2008-2009 | Vur Yağmala Yeniden | Tiyatro Dot               |
| 2009      | Yusuf ile Menofis   | Nazım Hikmet              |
| 2010      | İnsanlık Ölmedi Ya  | Nazım Hikmet              |
| 2010-2011 | Beğendiğiniz Gibi   | Talimhane Tiyatrosu       |
| 2010-2011 | Tilt (oyun)         | İstanbul Devlet Tiyatrosu |
| 2011      | 5'er Beşer          | BKM                       |
| 2014      | Arkadaşım Hoşgeldin | BKM                       |

## Premios y nominaciones
| Premios y nominaciones | Premios y nominaciones                  | Premios y nominaciones                                   | Premios y nominaciones | Premios y nominaciones |
| Año                    | Entrega de premios de la organización   | Categoría                                                | Proyecto               | Resultados             |
| ---------------------- | --------------------------------------- | -------------------------------------------------------- | ---------------------- | ---------------------- |
| 2008                   | Festival Internacional De Cortometrajes | Mejor Actriz                                             | Yoldaki Kedi           | Ganadora               |
| 2008                   | VIII. Los leones de Teatro de premios   | Mejor Actriz                                             | Karatavuk              | Ganadora               |
| 2009                   | Afife Teatro De Premios                 | Femeninas Más Exitosas De Jugador Del Año (Sala Pequeña) | Tilt (oyun)            | Nominación             |